# Gabasane Masopha
Gabasane (ou Gabasheane) Masopha est le régent du Basutoland du 26 décembre 1940 au 28 janvier 1941.

## Éléments biographiques
Fils de Masupha II Lepoqo Masupha et de 'Mankhabe,  il était l'un des principaux chefs basothos, le chef de Ha-'Mamathe, Teyateyaneng, Thupa Kubu et Jorotane, des territoires au nord/nord-est de Maseru. Il a assumé temporairement le pouvoir de chef suprême après la mort de Seeiso dont il était le principal conseiller, l'héritier présomptif de Seeiso étant trop jeune, le temps qu'un régent ou une régente soit déterminé après avis à la fois du conseil des principaux chefs basothos et du réprésentant britannique (les britanniques assurant un protectorat du Basutoland). Finalement, le régent choisi, qui va resté en place entre 1941 et 1960, a été la première épouse de Seeiso, 'Mantsebo Amelia 'Matsaba Sempe. 
Gabasane Masopha était marié à 'Mamathe Masupha, avec qui il eut des filles 'Mankhabe Masupha, Mathe Masupha et 'Mabatho Masupha, et des fils Masupha Masupha, Koali Masupha, Sempe Masupha, Michele Masupha et Morena Masupha III, chef de Thupa Kubu. Bien après cette période de régence, en 1949, il a été condamné à mort pour meurtres rituels et pendu,.